# Opera (webbläsare)
Opera är en webbläsare som fram till 2016 utvecklades av det norska företaget Opera Software ASA. Affärsverksamheten köptes då av ett kinesiskt konsortium. Projektet startade 1994 som ett forskningsprojekt hos Telenor. I dag[när?] finns programmet översatt till 61 olika språk och till minst åtta operativsystem.
Till skillnad från de flesta konkurrerande webbläsare, som exempelvis Internet Explorer och Mozilla Firefox, var Opera tidigare inte i första hand gratis, men fanns i en gratis reklamfinansierad version. Sedan version 8.50 är reklamen borttagen också i gratisversionerna. Programmet är inte fri programvara.
Förutom versionerna för ordinära datorer finns även versioner för mobiltelefoner och surfplattor som är gratis för användaren. Ett antal mobiltelefoner levereras med Opera förinstallerat.

## Funktioner (i urval)
- Musgester för snabb navigering
- Inbyggd RSS-läsare
- Popup-blockering
- Inbyggd VPN-tjänst
- Inbyggd annonsblockerare
- Inbyggd stavningskontroll
- Stöd för tillägg
- Opera Turbo, som snabbar upp webbsurfning på långsamma anslutningar
- Inbyggd lösenordshanterare
- Opera Sync som kan synkronisera Opera mellan en användares olika plattformar och enheter

## Standarder
Opera har stöd för många webbstandarder, exempelvis CSS3, HTML5, XHTML, XPath, Javascript, DOM, SVG, WML.
Sedan version 10.50 (och även sedan omskrivningen version 15) uppnår webbläsaren 100/100 på Acid3-testet som testar till vilken grad webbläsare följer ett urval webbstandarder.

## Opera Mini
Opera Mini är en tunn Java-applikation för mellansegmentet av mobiltelefoner. Tack vare detta kan mycket hög komprimering av existerande sidor skapas, och detta i sin tur resulterar i mycket snabbare laddning av webbsidor samt drastiskt reducerad kostnad för att surfa med en mobiltelefon, i de fall där man betalar för hur mycket bandbredd som används.

### Transkoder/server
Transkodern är en komprimeringsproxy, som tar hand om förfrågningar ifrån midleten (Opera Mini). Transkodern laddar hem sidan som klienten ber om, tar bort "onödig" data på sidan och komprimerar/skalar om bilder på sidan för att passa mobiltelefonens skärmstorlek. Den transkodade sidan skickas sedan tillbaka till mobiltelefonen, för att sedan visas i midleten. 

### Klient
Klienten är en midlet skriven i Java för MIDP 1.0/2.0 som finns i nästan samtliga moderna telefoner. Detta betyder att alla mobiltelefoner med Javastöd även stödjer Opera Mini, med vissa undantag.

## Samarbete med Nintendo

### Opera till Nintendo DS
15 februari 2006 meddelade Opera och Nintendo att en webbläsare till Nintendo DS kommer att släppas under namnet Nintendo DS Browser. Webbläsaren är uppdelad på två stycken kassetter som används samtidigt men i varsin kassettport, den ena innehåller mjukvaran och den andra innehåller extra internminne. Nintendo DS Browser släpptes på den japanska marknaden i juli och på den europeiska marknaden 6 oktober 2006 och finns i två versioner – en för Nintendo DS och en för Nintendo DS Lite.

### Opera till Wii
Den 10 maj 2007 meddelades det att en webbläsare till Nintendo Wii skulle släppas med stöd för program som Flash. Opera till Nintendo Wii var gratis fram till juli 2007, därefter kostade den ungefär 45 kronor (5€), för att sedan bli gratis igen.